# يان فان دير هورست (دراج)
يان فان دير هورست (بالهولندية: Jan van der Horst)‏ هو دراج هولندي، ولد في 12 أبريل 1955 في هارلم في هولندا.

## وصلات خارجية
- جان فان دير هورست على موقع أرشيف الدراجات (الإنجليزية)
- جان فان دير هورست على موقع إحصائيات الدراجات الإحترافية (الإنجليزية)